# Doryrhamphus bicarinatus
Doryrhamphus bicarinatus es una especie de pez de la familia Syngnathidae en el orden de los Syngnathiformes.

## Morfología
Los machos pueden alcanzar 8 cm de longitud total.

## Reproducción
Es ovovivíparo y el macho transporta los huevos en una bolsa ventral, la cual se encuentra debajo de la cola.

## Hábitat
Es un pez  de mar y de clima subtropical.

## Distribución geográfica
Se encuentra en Sodwana Bay (Sudáfrica), la isla Inhaca (Mozambique) y las Maldivas.